# Зозуля мадагаскарська
Зозуля мадагаскарська (Cuculus rochii) — вид птахів з родини зозулевих (Cuculidae).

## Поширення
Розмножується на Мадагаскарі. Поза сезоном розмноження мігрує до Східної Африки (Бурунді, Малаві, Руанда, Південна Африка, Уганда, Замбія та східна частина Демократичної Республіки Конго). Її природним середовищем існування є субтропічні та тропічні рівнинні тропічні ліси, савани та чагарники, а також плантації та вторинні ліси.

## Опис
Маленька струнка зозуля, завдовжки близько 28 см, вагою 64-65 грам.